# Mohyla v Chotouni
Mohyla v Chotouni (též Homole svatého Prokopa) je asi tři metry vysoká mohyla pravidelného zvonovitého tvaru postavená na plochém vrcholu ostrohu zvaného Homole nad vsí Chotouň v okrese Kolín.

## Poloha
Chotouňská mohyla stojí prakticky v ose dnes již zavezeného úseku Čertovy brázdy – pravěké severojižní stezky, která tu vedla 2,8 kilometru rovně, přímo od vrcholu Lipské hory k okraji Chotouně pod ostrohem s mohylou. Poblíž mohyly je dnes umístěna informační tabule s popularizačním textem o Čertově brázdě a Prokopově homoli.
Z vrcholu mohyly prý býval daleký rozhled na sever po Polabí, na Říp, Bezděz, Ralsko i Ještěd. Na jižní straně pak byly vidět stráně a vrchol Lipské hory. Dnes je rozhled kvůli vzrostlým stromům velmi omezený.
V Miškovského pojednání o Čertově brázdě z roku 1903 se lze o této mohyle dočíst:
„S prohlídkou jsme počali v Chotouni na návrší, kde stojí suchý dubec a mohylka kterouž už Krolmus prokopával, ničeho však v ní nenalezl. Snad od tohoto průkopu pochází prolehlost mohyly mající v základě i na povrchu tvar sploštělého obdélníka, měřicího nahoře v průměru 6,50 m a 5 m a dole v objemu 53. V Beckovského "Poselkyni" (díl I. Str. 357) čteme: "Při té vesnici (Chotouni) na jednom přívrší spatřuje se jeden kopeček neb vršek z samé země jako na skále udělán a nanosen, jehož hořejší okrouhlost 24 a dolejší 82 kročeje obsahuje.“
Při porovnání velikosti plošiny na vrcholu mohyly před sto lety a dnes se zdá, že mohyla byla původně větší.[zdroj⁠?!]

## Historie
Na základě souvislostí s nálezy bylanské kultury v okolí, bývá někdy mohyla datována do starší doby železné, ale není přímých archeologických dokladů prokazující její pravěký původ. Na vrcholu mohyly býval (podle textu na informační tabuli) již od sedmnáctého století dřevěný kříž. Roku 1841 zde pak osadníci nechali zbudovat pískovcový sloup s kovovým křížkem, který zde stojí dodnes.
Vlastenecký kněz a amatérský archeolog Václav Krolmus mohylu v letech 1855–1859 prokopával, „hodlaje tu starožitných věcí se dohledati, když však hlubší kopáni kamennému kříži sesutím hrozilo, ustoupil od svého předsevzetí.“

### Otázka účelu
Většina mohyl starší doby železné sloužila k pohřbům vysoce postavených osob. Absence tohoto nálezu v mohyle může souviset právě s její vyvýšenou polohou. Ještě v devatenáctém století, než ji zakryly okolní stromy, bývala zdaleka viditelným orientačním bodem. Uvážíme-li komunikační význam Čertovy brázdy není možné vyloučit, že mohyla nepřekrývá hrob, ale byla orientačním bodem, k němuž směřovaly vozy plochou krajinou od brodu v Nymburce, aby odtud pokračovaly mohutným úvozem Čertovy brázdy k brodu na Sázavě a tudy dál k jihu. Pokud byla mohyla orientačním bodem v krajině, v souvislosti se starodávnou komunikační trasou, pak ovšem mohla být navršena v kteréhokoliv (historickém) období.

## Legenda
Mohyla je legendicky spojována se svatým Prokopem. Podoba legendy je zaznamenaná mapř. v Beckovského knize "Poselkyně starých příběhův českých" (díl I. Str. 357):
„Když sv. Prokop v svý sázavský jeskyni zlého ducha do rádla zapřáhl, s ním od té jeskyně skrze lesy, skrze roviny, pahrbky, také doliny přímo přes silnici neb vozovou cestu, berou se chodí a jede z Prahy do Kolína až k Chotouni vesnici voral a na tom přívrší chotouňském toho zlýho ducha přinutil bláto oškrábati, z které země ten vršek tehdáž byl udělán a který se silnice pražské podnes spatřuje, jemuž okolní obyvatelé říkají homole.“